# Plopenii Mari, Botoșani
Plopenii Mari este un sat în comuna Ungureni din județul Botoșani, Moldova, România. Se numea în vechime Plopești și apare pe harta întocmită de Dimitrie Cantemir.
 Acest articol despre o localitate din județul Botoșani este deocamdată un ciot. Puteți ajuta Wikipedia prin completarea lui.